# Дебора Кара Ангер
Дебора Кара Ангер (англ. Deborah Kara Unger; *12 травня 1966, Ванкувер, Британська Колумбія) — канадська акторка та продюсерка. Відома ролями у фільмах «Автокатастрофа» (1996), «Гра» (1997), «Ураган» (1999), Білий шум (2005), Сайлент Гілл (2006) та «88 хвилин» (2008). У 2011 знімалася в головній ролі в телесеріалі «Військовий госпіталь».

## Біографія
Народилася в сім'ї науковиці та гінеколога. Вивчала економіку та філософію в Університеті Британської Колумбії. Пізніше стала першою канадкою, яка вступила до австралійського Національного інституту драматичного мистецтва. Коли Ангер не працює, вона живе або в Ванкувері, або в Лос-Анджелесі.
Ангер дебютувала в 1989 році в австралійському мінісеріалі «Бангкок Хілтон», разом з Ніколь Кідман. У наступні кілька років активно знімалася в кіно та на телебаченні. У 1993 році знялася в мінісеріалі каналу HBO «Номер в готелі». Її проривом стала головна роль у фільмі Девіда Кроненберга «Автокатастрофа» в 1996 році.
Ангер в наступні роки знялася в таких комерційно успішних фільмах, як «Гра» і «Розплата», отримала визнання критики за ролі у фільмах «Ключі від Тулси», «Море Солтона».
У 2002 році зіграла у фільмі «Тільки між нами» з Софі Лорен і Мірою Сорвіно, за цю роботу отримала премію «Джині». Протягом двохтисячних Ангер активно знімалася як у головних, так і в ролях другого плану. У 2006 році вона втілила Далію Гіллеспі у фільмі «Сайлент Гілл», заснованому на серії популярних комп'ютерних ігор.
У 2008 році зіграла в картині «88 хвилин» з Аль Пачіно. У 2010 році зіграла головну роль у фільмі «Шлях».
У 2011 році вперше погодилася на роль у телесеріалі «Військовий госпіталь» про роботу лікарів під час війни в Афганістані в 2006 році. У 2012 вона знову повернеться до ролі Далії Гіллеспі в продовженні «Сайлент Гілл 2».

## Вибіркова фільмографія
- 1990 — Клятва на крові / Blood oath
- 1992 — Шепіт у темряві / Whispers in the Dark
- 1994 — Горець 3: Останній вимір / Highlander III: The Sorcerer
- 1996 — Автокатастрофа / Crash
- 1997 — Гра / The game
- 1999 — Ураган / The Hurricane
- 1999 — Розплата / Payback
- 2002 — Море Солтона / The Salton Sea
- 2003 — Тринадцять / Thirteen
- 2004 — Страх «Ікс» / Fear X
- 2005 — Білий шум / White Noise
- 2006 — Сайлент Гілл / Silent Hill
- 2007 — 88 хвилин / 88 Minutes
- 2009 — Замуровані в стіні / Walled In
- 2011 — Бойовий шпиталь / Combat Hospital (13 епізодів)
- 2012 — Сайлент Гілл 2 / Silent Hill: Revelation 3D
- 2017 — Шакали / Jackals
- 2022 — Довга ніч / The Long Night